# 梯云岭亭
梯云岭亭，位于中国广东省韶关市乳源县大桥镇石角塘村南四公里梯云岭半山腰，为乳源县文物保护单位，类型为古建筑，公布时间为2005年8月15日。
梯云岭亭的历史年代为清乾隆二十一年。